# Huis Verwolde
Huis Verwolde is een classicistisch edelmanshuis uit 1776 op het gelijknamige landgoed in de voormalige gemeente Verwolde, ten noordoosten van Laren. Verwolde behoort sinds 1854 tot Laren, dat weer sinds 1971 behoort tot de gemeente Lochem in de Nederlandse provincie Gelderland. Ondanks de hoektoren is het geen kasteel, maar meer een statig landhuis. Het is een van de voormalige erkende havezaten van het Kwartier Zutphen.

## Geschiedenis
De vroegste schriftelijke vermelding stamt uit 1346 als Derck II van Keppel als eigenaar van Verwolde te boek staat. In dat jaar werd Varenwolde bij broederdeling afgesplitst van Keppel, terwijl het een leen van de Heeren van Keppel bleef. Vermoedelijk is Verwolde in de 12de eeuw gesticht door een van de Heren van Keppel als jachtslot vanwege de wildrijke omgeving. In 1182 wordt Wolter I van Keppel genoemd in verband met Verwolde. Derck III liet op het goed zijn eigen versterkte huis bouwen.
Rond 1500 raakte het kasteel betrokken in de politieke strijd tussen de Heeckerens en Bronckhorsten, waarbij Derck IV de Heeckerens steunde. In 1505 nam hertog Karel van Gelre kasteel Verwolde in omdat Derck IV van Keppel en Verwolde de eed van trouw aan de hertog had gebroken. Karel zette het kasteel in als verdedigingsvesting op de grens met het Oversticht, en plaatste een ritmeester met twintig manschappen op het huis. Hij liet het grondig versterken tot een burcht met grachten en met doornstruiken beplante wallen. In 1510 werd het aangevallen door de bisschop van Utrecht Frederik van Baden met een leger van 1600 ruiters en 300 voetknechten, waarbij het kasteel werd afgebroken, de drievoudige grachten werden gedempt en de wallen werden geslecht.
In de 16e eeuw werd nog onder de Van Keppels een nieuw huis gebouwd. In 1546 stierf het geslacht Van Keppel van Verwolde in mannelijke lijn uit. Verwolde vererfde op de enige dochter van Frederik van Keppel, Cunegonde van Keppel, die gehuwd was met Alart (de Cocq) van Haaften. Het nieuwe kasteel werd tijdens de Tachtigjarige Oorlog in 1583 ingenomen door de Spanjaarden. Uit een tekening uit 1600 van het beschadigde complex blijkt dat het bestond uit een rechthoekige kern omgeven door een veelhoekige ringmuur met muurtorens. Archeologisch onderzoek uit 2003 heeft bevestigd dat het kasteel een rechthoekige hoofdburcht had van 34 bij 37,5 meter, met een weermuur en een poortgebouw, omringd door twee grachten. Verder stonden er een voorburcht van 17 bij 35 meter en enkele kleine gebouwen. Het geheel was omgracht met een derde gracht. In 1658 kwam het in het bezit van de familie Ripperda.
30 mei 1738 wordt Evert Jan Benjamin van Goltstein beleend - Verwolde was een leen van Keppel - met het 'huis', wat toen vermoedelijk nog slechts een simpele boerenwoning was, en een derde van de heerlijkheid Verwolde. Hij kocht het huis voor zijn dochter Reiniera Charlotta van Goltstein en schoonzoon Allard Philip van der Borch die op 4 juli 1738 beleend werden. Van der Borch had het nodig om verschreven te kunnen worden in de Ridderschap van Zutphen. In 1772 kocht diens zoon en erfgenaam, Frederik Wilhelm van der Borch het resterende twee derde gedeelte van de heerlijkheid van Assueer Jan Torck (1733-1793), heer van Rosendael. Zo kwam de heerlijkheid weer in een hand.
Ook in de volgende eeuwen vonden er diverse verbouwingen plaats. In 1775 besloot de toenmalige eigenaar van de heerlijkheid Verwolde, Frederik Willem van der Borch, een nieuw huis te bouwen. De architect Philip Willem Schonck voerde deze opdracht uit in negen maanden tijd. De behangselfabriek van Jan Hendrik Troost van Groenendoelen verzorgde de aankleding van de Chinese kamer. Schonck ontwierp ook de tuinen voor het landgoed. In 1926 liet de eigenaresse, Line barones van der Borch van Verwolde-Voûte, vrouwe van Verwolde (1887-1966), een forse hoektoren bouwen, waardoor het huis weer een kasteelachtige uitstraling kreeg. Tevens werd dat jaar het huis volledig gemoderniseerd naar de nieuwste eisen van die tijd. De toren en de verbouwingen werden toen ontworpen en geleid door architectenbureau Van Nieukerken uit Den Haag/Gorssel. Tijdens de Tweede Wereldoorlog liet zij het Haagse tuberculose-sanatorium De Lighallen zich in het gebouw vestigen, om zo ingebruikneming door de bezetters te vermijden.

## Heren en vrouwen van Verwolde[noot 2]

#### Familie Van Keppel
- 1346 Derck II van Keppel (ook Derck III genoemd)
- 1402 Wolter van Keppel
- 1436 Derck van keppel
- 1445 Wolter van Keppel
- 1488 Derck van keppel
- 1523 Frederik van Keppel

#### Familie Van Haeften
- 1546 Allard van Haeften
- 1568 Diederick van Haeften
- 1610 Allard van Haeften
- 1617 Diederick van Haeften
- 1656 Dirck Statius van Haeften

#### Familie Ripperda
- 1687-1702 George Ripperda, Heer tot Verwolde. Zijn neef (oomzegger) Statius Reinier van Haeften had huis Verwolde in 1687 aan hem afgestaan. George werd in 1659 geadmitteerd in de ridderschap van Zutphen en werd richter van Doesburg. Vervolgens raadsheer van het Hof van Gelderland en later president. Hij overleed in 1702. George Ripperda is niet gehuwd geweest.[6]
- 1702-1717 Willem Hendrik Carel Ripperda tot Verwolde en de Leemkuyle, neef van George Ripperda, zoon van Carel Wilhelm Ripperda en Margaretha van Pallandt. Hij huwde in 1694 voor de tweede maal met zijn nicht Margriet Elisabeth Ripperda, waaruit zijn zoon Maurits in 1695 geboren werd. Hij overleed in 1717.[7]
- 1717-1738 Maurits Carel George Wilhelm Ripperda tot Weldam en Olidam. Hij was door zijn vrouw Anna Maria Dorothea van Lintelo de zwager van A.J.H. van Heeckeren.[8] Maurits verkoopt in 1738 het huis en 1/3 van de heerlijkheid aan Evert Jan Benjamin van Goltstein, die het ruim een maand later doorverkoopt aan zijn schoonzoon Allard Philip van der Borch.

#### Familie Van der Borch (van Verwolde)
- 1738 Allard Philip van der Borch, heer van Langendreer en Verwolde (1690-1766), werd in 1738 door zijn schoonvader Evert Jan Benjamin van Goltstein beleend met het huis en 1/3 van de heerlijkheid Verwolde dat tot 1977 in de familie zou blijven.
- 1766 Frederik Wilhelm van der Borch, heer van Verwolde, Marhulsen, Vorden en Leemcule (1737-1787), ritmeester; trouwde in 1765 met Sophia Juliana des H.R.Rijksgravin van Rechteren, vrouwe van Vorden (1730-1793), dochter van Maria Margaretha Torck, vrouwe van Vorden, die het kasteel Vorden inbracht in de familie Van der Borch. Vorden bleef tot 1956 in het bezit van de familie van der Borch. In dat jaar werd het aangekocht door de gemeente Vorden om te dienen als gemeentehuis.[9] Frederik Wilhelm is de bouwheer van het huidige Huis Verwolde.
- 1781-1786 Sophia Juliana gravin van Rechteren, weduwe van Frederk Wilhelm baron van der Borch (ten behoeve van haar minderjarige zoon Allard Philip Reinier Carel baron van der Borch)
- 1787 Allard Philip Reinier Carel baron van der Borch, heer van Vorden, Helbergen en Lugtenberg en Verwolde (1766-1836), lid Eerste Kamer
- 1836 Mr. Willem François Emile baron van der Borch van Verwolde, heer van Verwolde (1802-1849), rentmeester van de domeinen van prins Frederik
- 1849 Mr. Allard Philip Reinier Carel baron van der Borch van Verwolde, heer van Verwolde (1842-1919), burgemeester
- 1919 Mr. Willem Hendrik Emile baron van der Borch van Verwolde (1882-1969); trouwde in 1909 met Line Voûte, vrouwe van Verwolde (1887-1966)
- 1934 Line barones van der Borch van Verwolde-Voûte
- 1966-1976 Allard Philip Reinier Carel baron van der Borch van Verwolde, heer van Verwolde (1926-2008), bosbouwer, verkocht in 1977 kasteel Verwolde

## Museum
Het huis werd in 1977 door Allard baron van der Borch van Verwolde (1926-2008) aan de Stichting Geldersche Kasteelen verkocht. De voormalige eigenaar verhuisde datzelfde jaar naar het jagershuis op het landgoed.
Na restauraties van onder andere het kostbare behang in de Chinese kamer bevindt het huis zich sinds april 2012 weer in goede staat. De Stichting Geldersche Kasteelen heeft het kasteel voor het publiek toegankelijk gemaakt en er een museale functie aan gegeven. Bij verkoop stelde Allard baron van der Borch van Verwolde als eis te allen tijde toegang te hebben tot zijn bibliotheek. Deze bleef behouden in het kasteel, waardoor het meer dan eens voorkwam dat tijdens een rondleiding Allard baron van der Borch van Verwolde in de bibliotheek aanwezig was om te werken.
De tuin en het bos van het landgoed zijn voor wandelaars opengesteld. De rest is particulier bezit. Door middel van gekleurde paaltjes zijn verschillende routes uitgezet die langs monumentale boerderijen leiden. Een wandeling langs het "Dikkeboompad" leidt langs de Dikke Boom, een eeuwenoude eik.

## Afbeeldingen

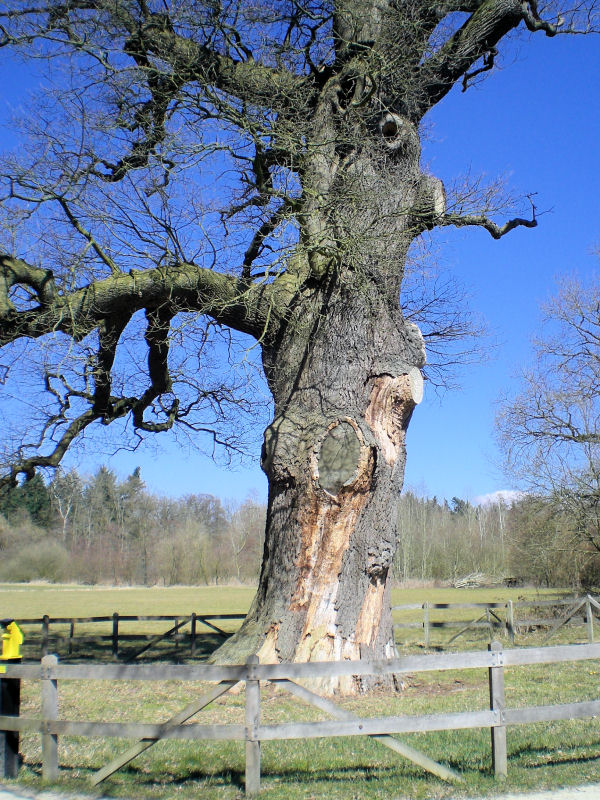
De Dikke Boom
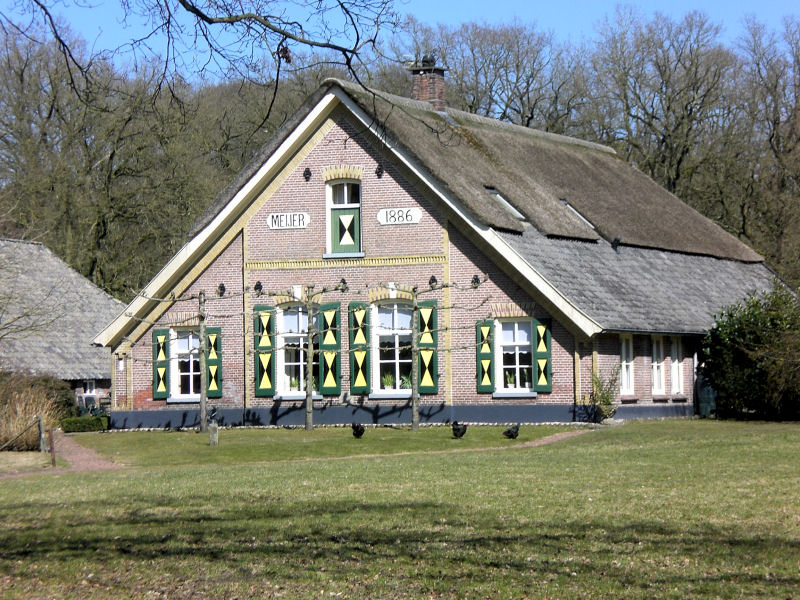
Boerderij Meijer 1886